# Raucourt-et-Flaba
Raucourt-et-Flaba település Franciaországban, Ardennes megyében. Lakosainak száma 815 fő (2022. január 1.). Raucourt-et-Flaba Autrecourt-et-Pourron, La Besace, Haraucourt, Maisoncelle-et-Villers, Stonne és Yoncq községekkel határos.

## Népesség
A település népessége az elmúlt években az alábbi módon változott:
| Lakosok száma | 1196 | 973  | 923  | 877  | 869  | 872  | 841  | 824  | 821  | 815  |
|               | 1968 | 1982 | 1990 | 2006 | 2013 | 2015 | 2017 | 2019 | 2020 | 2022 |